# 松克拉爾峰

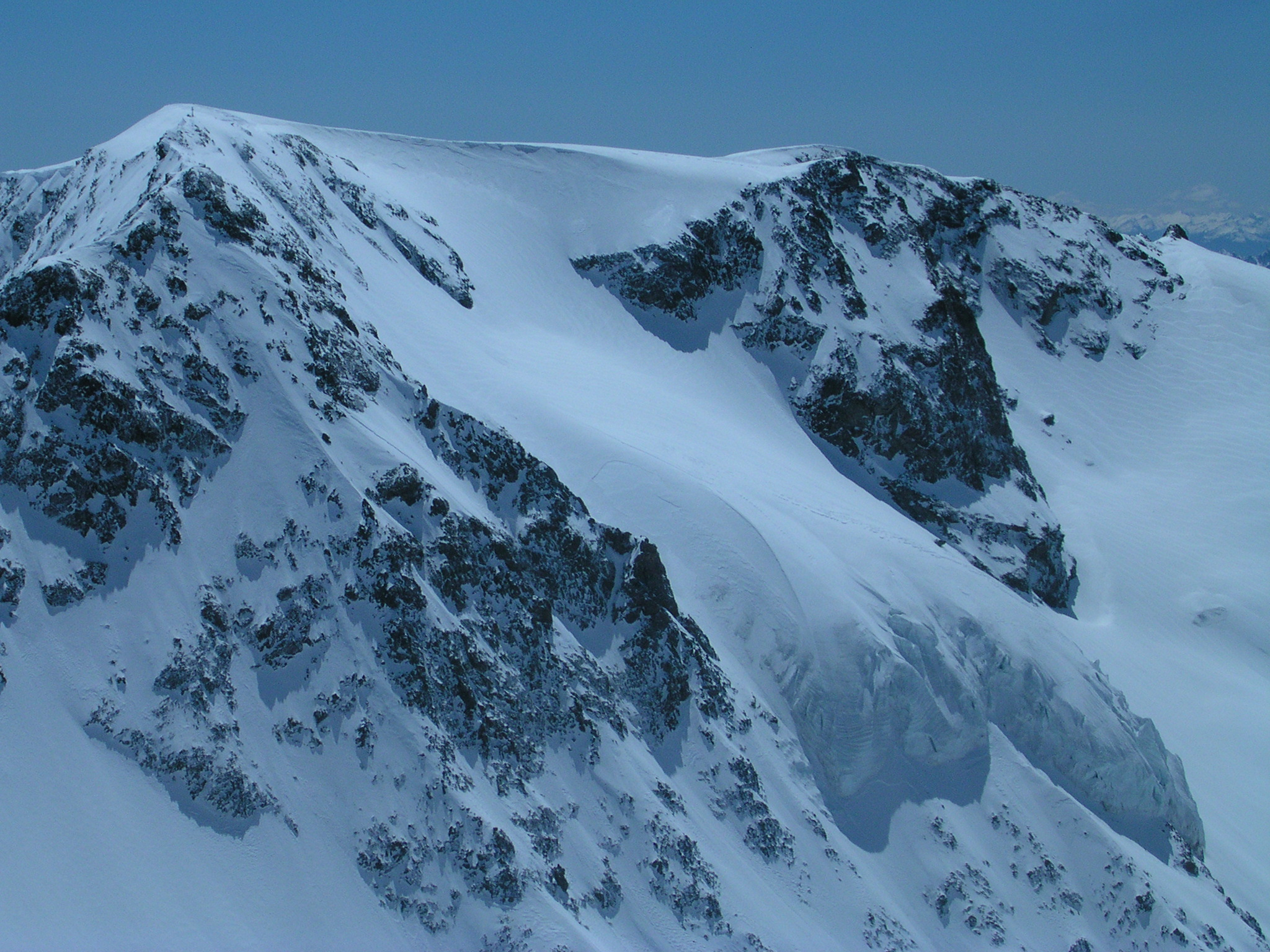

46°57′20″N 11°09′53″E / 46.95556°N 11.16472°E
松克拉爾峰（德語：Sonklarspitze），是南歐的山峰，位於奥地利和意大利接壤的邊境，屬於斯圖拜阿爾卑斯山脈的一部分，海拔高度3,467米，每年平均降雨量1,426毫米。